# Натура 2000
„Натура 2000“ е екологична система от защитени зони в Европейския съюз.
Основава се на 2 акта на ЕС: Директивата за птиците от 1979 година и Директивата за местообитанията (хабитатите) от 1992 година. Включва и природни резервати, където е изключена всякаква човешка дейност, но също така включва и частна собственост.

## Основни характеристики на Натура 2000
- Натура 2000 включва не само природни резервати, но и частни имоти, като програмата предвижда тяхното бъдещо устойчиво екологично, икономическо и социално развитие.
- Изборът на земи, които да бъдат включени в програмата Натура 2000 зависи от правителствата на отделните страни-членки на ЕС и се определя от редица критерии, свързани с екологичните характеристики на района, който е определен за включване.
- Правителствата получават възможност да ограничават дейностите, извършвани в териториите, включени в Натура 2000, като решенията за това се взимат отделно за всеки конкретен случай.
- Не съществуват предварителни изисквания каква част от териториите на всяка една държава трябва да влезе в програмата Натура 2000. Решението за това се взима от съответното правителство въз основа на неговата преценка за биологичните особености и характеристики на региона.
- Разпоредбите на Натура 2000 са задължителни за спазване. Непредставяне на списък на земи, които да бъдат включени в програмата може да доведе до спиране на финансиране по отделни фондове на ЕС, свързани с Натура 2000.

## В България

### Обхват
С влизането си в Европейския съюз на 1 януари 2007 г., България трябва да определи териториите си които да бъдат включени в Натура 2000. Експерти, назначени от Министерството на околната среда и водите (МОСВ), изготвят предложение, включващо 33% от територията на страната. За сравнение средната стойност за ЕС е 18%, като в Алпите включените площи достигат 37% от територията.
На 15 февруари 2007 г. Министерския съвет одобрява частичен списък на територии, които да бъдат предложени за одобрение и включване в европейската екологична мрежа Натура 2000. Списъкът включва 20% от първоначално предложените 33% от територията на страната. Временно е отложено решението за някои територии, между които бившите буферни зони на националните паркове:
| - Шабленски езерен комплекс - Варненско-Белославско езеро - Дервентски възвишения - Провадийско-Роякско плато - Емине - Комплекс Камчия - Дуранкулашко езеро - Калиакра - Галата - Мелнишки пирамиди - Добростан - Места - Бакърлък - Батова река | - Палакария - Рупите - Триград-Мурсалица - Плаж Шкорпиловци - Долината на река Батова - Река Долна Луда Камчия - Дервентски възвишения 1 - Долна Места - Комплекс Калиакра - Варненско-Белославски комплекс - Емине-Иракли - Рупите-Струмешница - Среден Пирин – Алиботуш |

В предаването „Пресклуб“ по Българска национална телевизия министърът на регионалното развитие и благоустройството Асен Гагаузов заявява, че по всяка вероятност 99% от отложените територии ще бъдат включени в списъка, тъй като те и в момента са защитени.

### Подкрепа за проекта
Освен правителството в подкрепа на Натура 2000 се обявяват и някои екологични организации, които многократно отправят искания към правителството да спази ангажиментите, които България е поела пред Европейския съюз. Според тях, критиките към проекта, в частност протестите на собствениците на земи, засегнати от него, са предизвикани от непознаване на програмата.
Отлагането на решението за включване в програмата на част от първоначално предвидените територии предизвиква протести на защитниците на Натура 2000. По време на организираното от тях протестно шествие четирима участници са арестувани, тъй като за мероприятието не е получено разрешение по предвидения от закона ред.
Опозиционната партия Демократи за силна България също се обявява в подкрепа на Натура 2000. В същото време тя обвинява правителството в корупция, тъй като в проекта не са включени гори, попадащи в буферната зона на Национален парк Рила, където председателят на една от управляващите партии Симеон Сакскобургготски има собственост, както и заради невключване в мрежата на териториите на проекта Супер Боровец и други „значими природни феномени по Черноморието и в Родопите“. Партията протестира и срещу намаляването на първоначално предлаганите територии.

### Критики
Критиките към проекта се концентрират върху ограничаване на правото на собственост, тъй като се дава възможност на МОСВ да ограничава ползването на включените земи. Въпреки че, според наблюденията в някои страни от ЕС, включването на земите в проекта е довело до увеличаване на цената им, в България това става без да се иска съгласието на собствениците. Широко разпространено е и опасението, че в противоречие на Конституцията предвижданите компенсации (според някои оценки между 50 и 200 евро за хектар) няма да съответстват на реално причинените вреди. По тези причини през януари 2007 г. на някои места се провеждат протести на собственици на земи. Известна съпротива срещу включването на територии в проекта оказва и най-големият собственик на засегнати терени – Министерство на земеделието и горите.
Натура 2000 е критикувана и заради създаваните от нея възможности за корупция. Териториите, обхванати от проекта, са определени от експертна група на МОСВ, без обществено обсъждане. Това предизвиква обвинения, че от проекта са изключени земи на хора, свързани с правителството. Допълнителни опасения предизвиква възможността МОСВ да взема решения за ограничение на правото на ползване за всеки конкретен случай поотделно.
В допълнение, някои коментатори отбелязват, че начинът на прилагане на програмата създава в обществото отрицателно отношение към природозащитната дейност по принцип.

#### Забрана за строителство в Иракли
Сдружението на собствениците на земи „Иракли“ иска министърът на околната среда и водите да отмени заповедта си за забрана на строителство в местността Иракли. Според Евгения Генчева, директор на холдинг, планиращ да строи в района, отлагането на този регион обезсмисля заповедта.
Според МОСВ заповедта е издадена не само на основание на искането за включване на местността в Натура 2000, но и поради това, че има искане Иракли-Емине да бъде защитена зона по българското законодателство.

#### Евродепутати сезират ЕК
Евродепутати от групата на зелените в Европейския парламент са сезирали Европейската комисия със 17 въпроса относно изваждането и отлагането на включването на редица територии в програмата Натура 2000. Въпросите се отнасят до територии като Варненско-белославското езеро, бреговата ивица на нос Емине и др. Според евродепутатите, действията на българското правителство са скандални .
Зелената партия в България се е обърнала с молба за съдействие от еко-депутатите в Европейския парламент и Европейската зелена партия. Българските зелени настояват да се спре опитът за проваляне на програмата Натура 2000 в България.
По информация на БТА, министърът на околната среда и водите Джевдет Чакъров твърди, че правителството ще направи необходимото да избегне финансовите санкции за страната заради отлагането на голямата част от териториите, предвидени за включване в програмата Натура 2000. Министърът заявява това на 2 март 2007 г. в деня за парламентарен контрол в отговор на питане на народните представители Евгени Чачев и Христо Кирчев.

#### Учени за пълния списък
Учените, които са били ангажирани с предложенията по програмата, искат от правителството да внесе в Европейската комисия пълния списък на териториите. Според тях, отлагането до края на 2007 г. няма да помогне за вникване в сезонната специфика на терените и растителните и животински видове по тези земи. То може да навреди на регионите, предложени за включване и показва непознаване от страна на политиците на критериите, по които се изгражда Натура 2000.

## Съвременно състояние на Натура 2000 в България
Към 31.12.2015 г., след сериозен обществен натиск и серия от писма от Европейската Комисия, България е предложила на Европейската комисия списък от 119 защитени зони по Директивата за птиците и 234 защитени зони по Директивата за хабитатите. Европейската Комисия е одобрила всички тези места. Те покриват общо 34,46% от площта на страната. България е трета по относителна площ на Натура 2000 в Европа след Словения (37,85%) и Хърватска (36,58%). Близко до нас са Словакия (29,72%), Кипър (28,82%), Испания (27,29%), Гърция (27,09%) и Люксембург (27,03%).
След одобрението от страна на Европейската Комисия страните членки са длъжни да обявят по националното си законодателство одобрените защитени зони. До средата на 2015 година България е обявила заповедите за всичките 119 защитени зони по Директивата за дивите птици. До средата на 2016 България е обявила само 6 от 234те зони по Директивата за местообитанията.
Съгласно Директивата за хабитатите заповедите за обявяване на защитените зони трябва да бъдат обявени в максимално кратък срок от тяхното одобрение от Европейската Комисия, като този срок не може да надхвърля 6 години. Първоначално българският Закон за биологичното разнообразие бе строг и предвиждаше защитените зони по Директивата за хабитатите да бъдат обявени в срок от две години от тяхното приемане от ЕК, през 2010 г. с промяна в Закона този срок бе удължен на 4 години и през 2013 той бе удължен за втори път на 6 години. Така Министерството на околната среда и водите (МОСВ) промени първоначалното си намерение да обяви зоните колкото се може по-бързо и реши да ги обяви колкото се може по-бавно!
| Година       | 2007 | 2008 | 2009 | 2010 | 2011 | 2012 | 2013 | 2014 | 2015 |
| Обявени зони | 1    | 78   | 11   | 12   | 0    | 12   | 3    | 1    | 6    |

Горната таблица показва напредъка в обявяването на защитените зони в България. Пикът е през 2008 г. когато са публикувани в Държавен вестник 78 заповеди за обявяване нови зони или промяна на режими на вече обявени зони. През останалите години са обявявани от 0 до 12-годишно. Очевидно е, че процесът е въпрос основно на политическо желание на МОСВ. Заповедите за защитените зони за птиците бяха предвижени по-бързо, защото такова бе изискването на Европейската комисия. За заповедите за защитените зони за местообитанията бе даден 6-годишен срок и това в България се превърна в 6-годишно отлагане на процеса на тяхното обявяване.
Повечето от българските защитени зони за местообитанията бяха утвърдени с решение на Европейската комисия, публикувано на 13.02.2009 г. в Official Journal. На 13.02.2015 г. изтече шестгодишния срок за публикуването на техните заповеди в Държавен вестник. Това неспазване на срока на директивата от МОСВ е директно основание за завеждане на съдебно дело от страна на ЕК и санкциониране на България.
За да се предпази, че Натура 2000 няма да е мрежа от хартиени паркове, Европейската Комисия разработи преди няколко години препоръки относно заповедите за обявяване на защитени зони, техните природозащитни цели и дейности. Техните природозащитни цели трябва да бъдат максимално детайлни за всяко отделно място.
Най-конфликтните теми в заповедите са техните режими и потенциално зониране. Адекватните режими и правилното зониране могат да допринесат значително за подобряване опазването на природата в тях. Режимите на защитените зони са и основание за получаване на компенсации за пропуснати ползи по Програма за развитие на селските райони (ПРСР), където има специална мярка за Натура 2000. Повечето от издадените заповеди от МОСВ по Директивата за птиците са с твърде общи режими и нямат никакво зониране. Това води до липса на адекватни компенсации, както и до фактическо нефункциониране на Натура 2000.
И като най-фрапантен пример за неадекватни заповеди, неопазващи „предмета на опазване“ – Министерството на околната среда и водите отхвърли предложената забрана за лов през януари в защитените зони за птиците „Дуранкулашко езеро“ и „Шабленски езерен комплекс“, въпреки че ловът и безпокойството от него бяха определени като основен лимитиращ фактор за световно застрашената червеногуша гъска, чиято популация зимува в тези защитени зони.